# Assoreamento

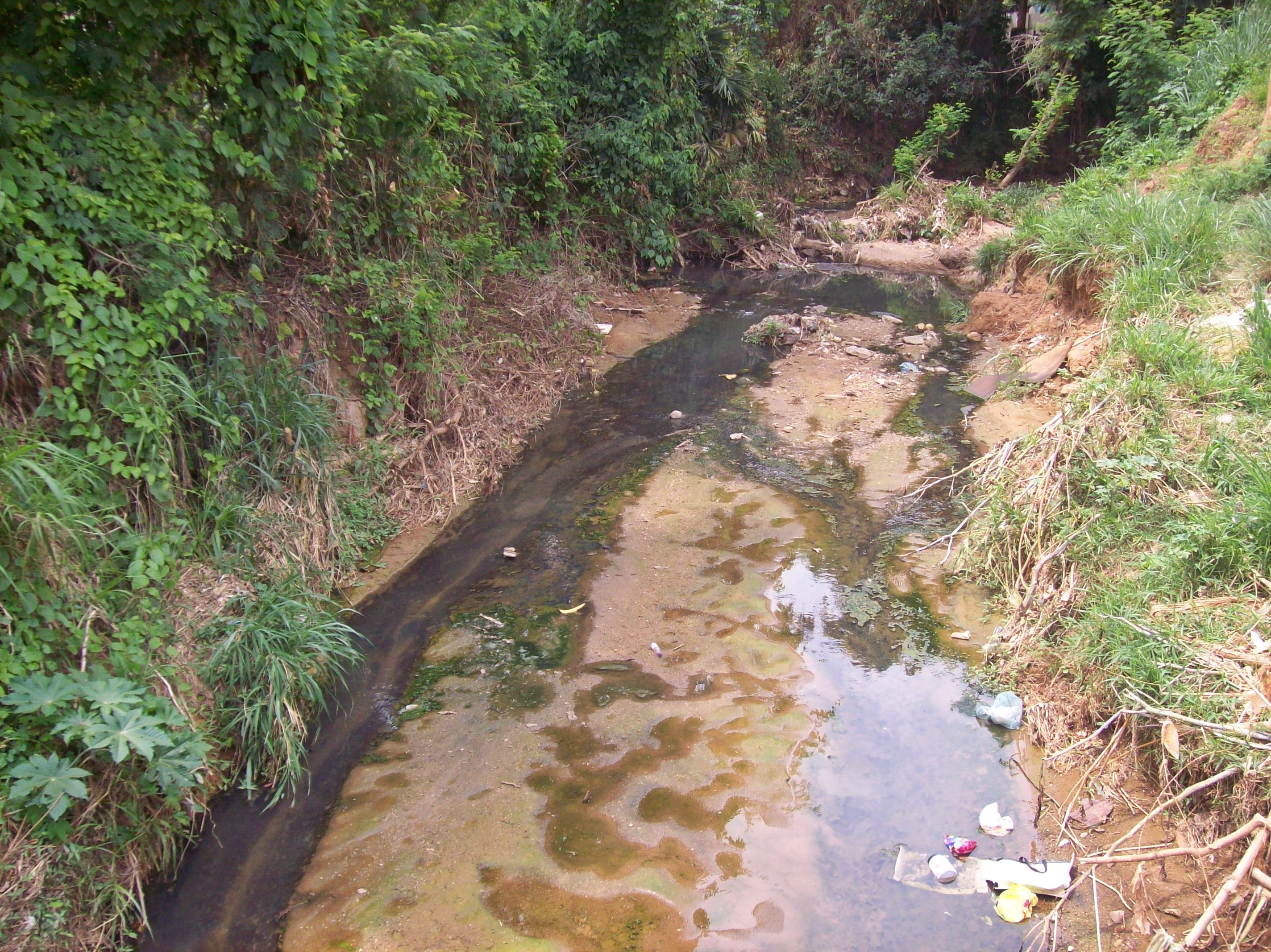
Poluição e assoreamento no Ribeirão Caladinho, um pequeno curso hidrográfico da zona urbana de Coronel Fabriciano, no Brasil.

Assoreamento é o processo pelo qual o leito de um rio ou lago se eleva em função do acúmulo de sedimentos e detritos levados para dentro dele pela água das chuvas, que retira esse material por erosão de regiões desmatadas, próximas (margens) ou distantes (via afluentes). Esse acúmulo interfere na topografia dos leitos e os impede de portar todo seu volume hídrico por ocasião de maior pluviosidade, provocando transbordamento e alagamento (enchentes).
Portanto, entende-se que a deterioração dos leitos está adjunta ao desmatamento, principalmente ciliar, ou seja, o mau uso do solo e a exploração dos recursos naturais estão intimamente relacionados à elevação dos leitos. A remoção da vegetação nas margens e encostas amplia a erosão do solo, causando o assoreamento.

## Assoreamento no Brasil
No Brasil o despejo sistemático de esgotos domésticos, lançados, direta ou indiretamente, nas margens dos rios, é uma das causas de morte da vida aquática nos rios e lagos que não deve ser confundido com o processo de assoreamento.
Não se deve confundir também os processos erosivos, causados pela turbulência das águas e ventos, com o fenómeno do assoreamento fluvial, que pode ser seguido de Desertificação.
O assoreamento é um fenômeno muito antigo e existe há tanto tempo quanto existem o mar e os rios do planeta.

### Fenômeno de assoreamento relacionado ao homem
Porém o homem vem acelerando este antigo processo através do desmatamento, desbarrancamentos e outras ações que acabam por expor as áreas à erosão; na construção de favelas sem contenção de Encosta, além de desmatar, a erosão é acelerada devido à declividade do terreno; mas também pelas técnicas agrícolas inadequadas, quando se promovem desmatamentos extensivos para dar lugar a áreas plantadas, impedindo grandes áreas de terrenos de cumprirem com seu papel natural de absorvedor de águas e aumentando, com isso, a potencialidade do transporte de materiais, devido ao escoamento superficial.
Diversas ações realizadas pelo homem estimulam o processo de erosão e da início ao assoreamento:
- O desmatamento desprotege o solo da chuva.
- As construções de favelas em encostas causam a declividade do terreno, além de que ocorre o desmatamento, acelerando assim a erosão.
- Técnicas agrícolas não planejadas, quando promovem desmatamentos extensivos para dar lugar a cultivos causam a erosão do solo.
- A ocupação do solo, retirando a permeabilidade do solo, impedindo grandes áreas de terra de cumprirem com seu papel de absorvedor de águas e aumentando, com isso, o potencial do transporte de materiais, devido ao escoamento superficial. [2]

## Consequências

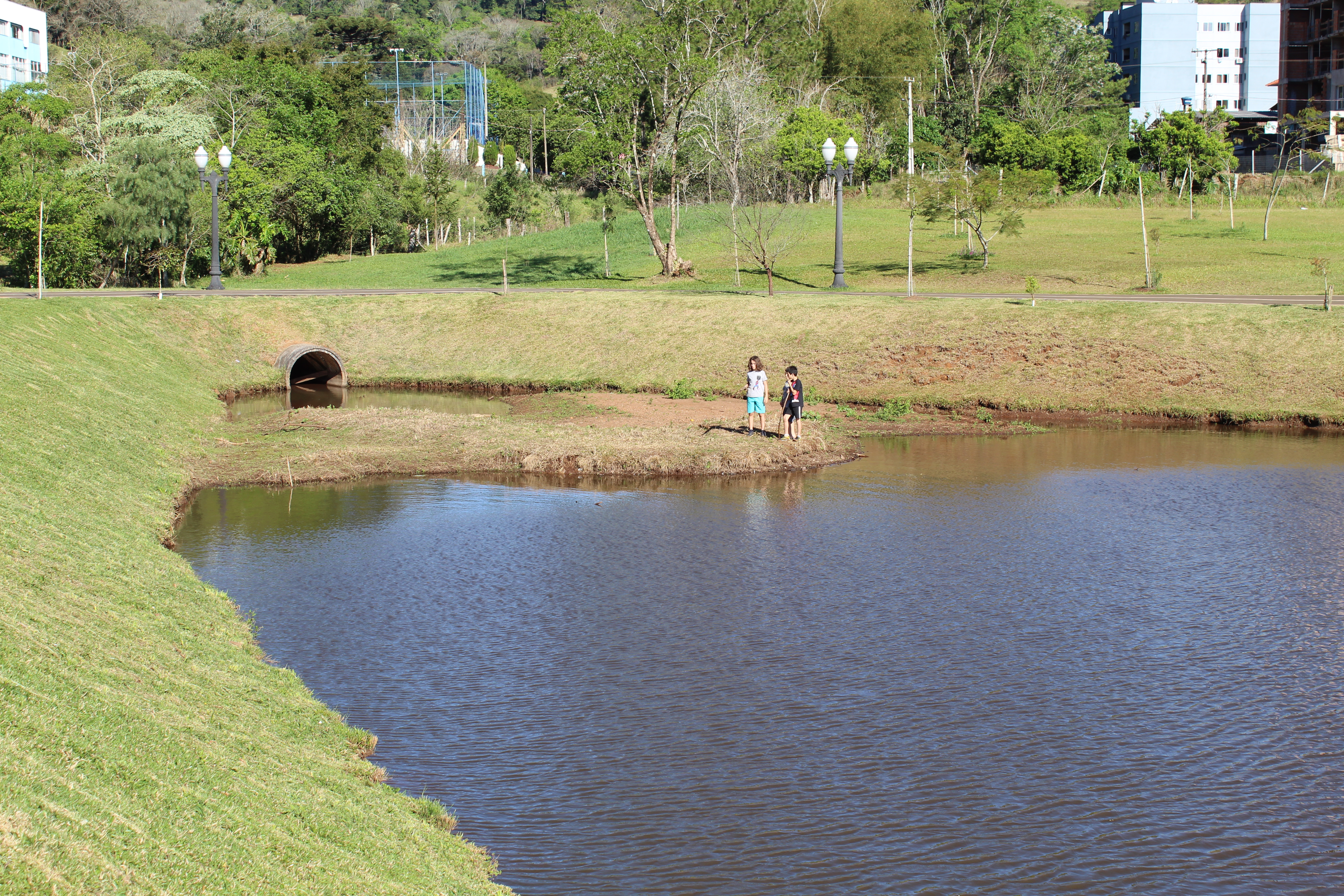
Crianças brincam sobre trecho assoreado de lago.

O assoreamento não chega a estagnar um rio, porque a sua força acumula criando novos caminhos em outras direções, como se o rio reclamasse seu caudal original, mudando drasticamente seu rumo. O assoreamento de um rio, nas vizinhanças de uma cidade, quando não remanejado pelas autoridades, pode criar lagos nos espaços urbanos deixando as populações inteiras ilhadas em suas casas.
Muitas praticas causam o assoreamento, como a implantação de lavouras, condição que se dá quando a terra é lavrada ou tem-se a preparação da terra para cultivar, próximas de margens de rios, nos topos e encostas de morros. As principais consequências disso serão o aumento no assoreamento dos rios e deslizamentos de terra, que tem por implicação: uma redução no volume de água do rio, que pelo excesso de detritos se tornam turvas e impedem a penetração da luz, impedindo a renovação do oxigênio que os peixes e outros organismos precisam para continuar a viver. Além de que colaborar para o desequilíbrio do ecossistema.
As consequências do assoreamento de rios e lagos podem ser sentidas diretamente pela população. Os rios perdem a capacidade de navegação, uma vez que os bancos de areia que se formam atrapalham a passagem de barcos, navios ou canoas, como também tema diminuição da velocidade de vazão. É válido ressaltar, também, que a água desses rios, ao encontrar obstáculos, desvia-se para outras direções, podendo atingir espaços onde antes não existiam cursos d'água, como ruas, casas ou outros espaços urbanos, causando, portanto, as enchentes urbanas.
Outro problema é que, quando os detritos se misturam à água escoada, o curso dos rios fica mais pesado e volumoso, além de turvo, o que causa problemas como a eutrofização. Inclui-se ainda a isso a perda da vegetação subaquática e das condições de habitat para peixes e outros animais, dificultando até mesmo o acasalamento e a reprodução das espécies.
O assoreamento torna-se ainda pior quando, além dos sedimentos, lixo e esgoto são despejados sobre o rio, acumulando ainda mais dejetos em seu leito e ocasionando o fenômeno de eutrofização, invalidando o consumo da água. 
A deposição de sedimentos em Reservatório é um grande problema no Brasil. No caso da Usina Hidrelétrica de Tucuruí, por exemplo, foi calculado em 400 anos o tempo necessário para o assoreamento total do reservatório da Barragem.
Apesar de não "matar" os rios, o assoreamento pode aumentar o nível de terra submersa e ajuda a aumentar os níveis da enchente nos espaços urbanos e rurais de ocupação humana.

## Formas de evitar o assoreamento
Para evitar o fenômeno de assoreamento é preciso que a população se conscientize, assim como a conscientização das indústrias para que os lixos domésticos e industriais não sejam jogados nos rios. Também é necessário a ação dos governos com projetos de conservação dos rios e que realizem o desassoreamento e a conservação das Matas ciliares.
No entanto, a melhor saída é preservar a região e as matas do entorno. Também se faz necessário colocar barreiras para que os sedimentos não se acumulem rapidamente sobre elas, para que assim elas barrem a entrada de objetos sedimentares nos rios e conservem o solo das margens, evitando erosões fluviais.